# Thompsonville (Texas)
Thompsonville es un lugar designado por el censo ubicado en el condado de Jim Hogg en el estado estadounidense de Texas. En el Censo de 2010 tenía una población de 46 habitantes y una densidad poblacional de 4,57 personas por km².

## Geografía
Thompsonville se encuentra ubicado en las coordenadas 27°15′36″N 98°47′5″O / 27.26000, -98.78472. Según la Oficina del Censo de los Estados Unidos, Thompsonville tiene una superficie total de 10.07 km², de la cual 10.07 km² corresponden a tierra firme y (0%) 0 km² es agua.

## Demografía
Según el censo de 2010, había 46 personas residiendo en Thompsonville. La densidad de población era de 4,57 hab./km². De los 46 habitantes, Thompsonville estaba compuesto por el 78.26% blancos, el 0% eran afroamericanos, el 0% eran amerindios, el 0% eran asiáticos, el 0% eran isleños del Pacífico, el 17.39% eran de otras razas y el 4.35% pertenecían a dos o más razas. Del total de la población el 71.74% eran hispanos o latinos de cualquier raza.